# 梁建章 (政治人物)

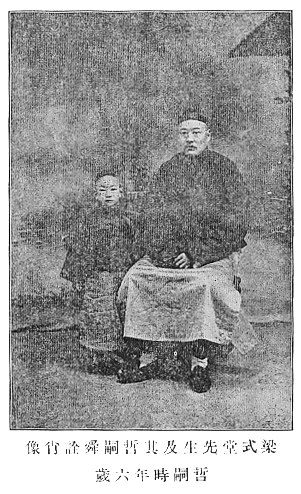
梁建章《儿童白话歌》内所刊梁建章及其子梁舜诠的合影。下有图注：“梁式堂先生及其哲嗣舜诠肖像，哲嗣时年六岁。”

梁建章（1871年—1937年8月28日），字式堂，直隶省大城县里坦镇人，中华民国政治人物。

## 生平
梁建章于清朝同治十年（1871年）生于里坦镇一农民家庭。幼时因家贫，直到十几岁才入私塾。1892年，梁建章中秀才，此后入保定莲池书院，受院长吴汝纶赏识。1901年，梁建章考上庚子辛丑并科举人，后经集训，成为首批官费生留学日本，入日本法政大学。在日本留学期间，梁建章编译《日本地方法制通览》，并研究伦理学和水利学。
1907年，梁建章毕业归国，历任直隶省警务局、浙江巡抚衙门警务局参事。中华民国成立后，经原清朝浙江巡抚增韫的推荐，梁建章于1912年任北京政府陆军部秘书，获陆军总长段祺瑞赏识。1913年，调任直隶省实业司司长，任内首创天津内河行轮，并借鉴日本的经验创办了恒源纺纱厂、天津炼钢厂等企业。
1916年，黎元洪任大总统，段祺瑞任国务总理兼陆军总长，不久段祺瑞将梁建章调到北京，历任陆军部顾问、国务院顾问等职务。1917年，内务总长孙洪伊遭到罢免，段祺瑞想让梁建章继任，但梁建章不愿卷入府院之争，乃谢绝。此后，他应徐树铮邀请，在徐树铮创办的都门编书局任总编，不久辞职。
1922年，梁建章任筹备国会事务局局长，国会恢复之后，任选举委员会委员长。1923年曹锟贿选，梁建章拒绝受贿，曹锟当选中华民国大总统后，梁建章辞职在北京闲居，研究经史与水利。
1924年，冯玉祥发动北京政变，占领北京。冯玉祥亲自拜访梁建章，以师礼接待，并任命梁建章为高等顾问。1925年，冯玉祥离开北京，任西北边防督办，梁建章随行赴张家口，任督办署顾问，任内建议冯玉祥移民屯垦，受冯玉祥采纳，梁建章遂被任命为开发大西北委员会委员长，主持屯垦，在张家口、河套地区进行试点。1927年，他随冯玉祥来到河南，任河南省政府顾问，任内负责兴修水利，在淇县、辉县等地开掘泉水、修筑渠道，以引水抗旱。他还著《凿泉》一书，并创办了凿泉训练班。不久，黄河水利委员会成立，冯玉祥任委员长，梁建章任顾问。
1929年，冯玉祥到山西游说阎锡山共同反对蒋介石，遭阎锡山扣押。梁建章乃赴山西看望冯玉祥，并致信阎锡山请求释放冯玉祥。中原大战爆发后，梁建章在冯玉祥、阎锡山组织的北平国民政府中负责起草约法。冯玉祥在中原大战中失败后，梁建章在北平闲居，其间将自己创作的儿歌编印成《儿童白话诗》，还创作了“百廿诗集”。
1933年5月，冯玉祥成立察哈尔抗日同盟军，梁建章出任该军总部顾问，负责联络。同年8月，该军遭蒋介石压迫而解散，此后蒋介石将梁建章请到南京，准备聘其担任监察院监察委员，遭梁建章婉拒。不久，他回到北平，被察哈尔省政府主席宋哲元聘请编纂《察哈尔省通志》，他用一年半的时间完成了该通志28卷的编纂工作。
1937年七七事变爆发，时任河北省政府顾问的梁建章多方奔走，呼吁联合抗日。同年8月，应冯玉祥电召，梁建章代表宋哲元赴南京，汇报华北战事，因脑溢血而于8月28日在南京中央医院病逝，享年66岁。